# Società Polisportiva Ars et Labor 1949-1950
Questa voce raccoglie le informazioni riguardanti la Società Polisportiva Ars et Labor nelle competizioni ufficiali della stagione 1949-1950.

## Stagione
È una SPAL bellissima quella che disputa da protagonista il torneo cadetto 1949-1950. In estate Paolo Mazza decide di cedere i due bomber della stagione scorsa: Attilio Frizzi al Torino ed Otello Badiali al Como, entrambi in Serie A.
Ciò non impedirà ai biancazzurri affidati al tecnico Antonio Janni di realizzare 95 reti in campionato, mettendo in mostra l'attacco migliore del torneo. La macchina da gol biancoazzurra travolge gran parte delle avversarie, mettendo in luce i propri gioielli che rispondono ai nomi di Domenico De Vito con 22 centri, Goffredo Colombi con 20, Giovanni Ciccarelli con 17 e Silvano Trevisani con 14. 
Alla squadra ferrarese manca però ancora un pizzico di esperienza, che determina le giornate negative di Verona, Spezia e Alessandria. Alla fine la SPAL deve accontentarsi del quarto posto con 55 punti.

## Rosa
| N. |                   | Ruolo | Calciatore          |
| -- | ----------------- | ----- | ------------------- |
|    | Italia (bandiera) | A     | Giancarlo Amileni   |
|    | Italia (bandiera) | D     | Alberto Astraceli   |
|    | Italia (bandiera) | P     | Bruno Bacchetti     |
|    | Italia (bandiera) | P     | Umberto Bergamini   |
|    | Italia (bandiera) | A     | Aldo Biagiotti      |
|    | Italia (bandiera) | D     | Mario Caciagli      |
|    | Italia (bandiera) | A     | Giovanni Ciccarelli |
|    | Italia (bandiera) | A     | Goffredo Colombi    |
|    | Italia (bandiera) | C     | Severo Cominelli    |
|    | Italia (bandiera) | A     | Domenico De Vito    |
|    | Italia (bandiera) | A     | Renato Dini         |

| N. |                     | Ruolo | Calciatore          |
| -- | ------------------- | ----- | ------------------- |
|    | Italia (bandiera)   | C     | Giovanni Emiliani   |
|    | Ungheria (bandiera) | A     | Árpád Fekete        |
|    | Italia (bandiera)   | C     | Giuseppe Macchi     |
|    | Italia (bandiera)   | C     | Mauro Mari          |
|    | Italia (bandiera)   | A     | Altibano Maselli    |
|    | Italia (bandiera)   | C     | Fulvio Nesti        |
|    | Italia (bandiera)   | C     | Giuseppe Principale |
|    | Italia (bandiera)   | D     | Pulga               |
|    | Italia (bandiera)   | A     | Silvano Trevisani   |
|    | Italia (bandiera)   | D     | Francesco Varicelli |

## Risultati

### Serie B

#### Girone di andata
| Arbitro: | Cicardi (Lecco) |

|           |           |                                 |
| Bacci 80’ | Marcatori | 15’ Ciccarelli 45’, 69’ De Vito |

| Arbitro: | Mosca (Napoli) |

|             |           |                     |
| De Vito 20’ | Marcatori | 36’ (rig.) Zorzi II |

| Arbitro: | Tibaldi (Savona) |

|                                        |           |  |
| Conti 6’, 89’ Pozzan 80’, 82’ Sega 87’ | Marcatori |  |

| Arbitro: | Corallo (Lecce) |

|                                          |           |  |
| Biagiotti 21’ De Vito 80’ Ciccarelli 89’ | Marcatori |  |

| Arbitro: | Marchetti (Milano) |

|          |           |  |
| Dini 88’ | Marcatori |  |

| Arbitro: | Picasso (Milano) |

|           |           |  |
| Badii 22’ | Marcatori |  |

| Arbitro: | Tibaldi (Savona) |

|                        |           |               |
| Ferlito 37’ Romani 61’ | Marcatori | 77’ Trevisani |

| Arbitro: | Buratti (Milano) |

|                           |           |                |
| De Vito 3’ Ciccarelli 34’ | Marcatori | 81’ De Andreis |

| Arbitro: | Bernardi (Savona) |

|                                                                      |           |                                          |
| De Vito 2’ Teruzzi 4’ (aut.) Trevisani 34’ Ciccarelli 70’ Macchi 75’ | Marcatori | 10’ Goldaniga 30’ Cavagnero 42’ Dalcerri |

| Arbitro: | Valsecchi (Milano) |

|                 |           |  |
| Scagliarini 86’ | Marcatori |  |

| Arbitro: | Zambotto (Padova) |

|                                                                  |           |            |
| Colombi 3’, 7’, 80’ De Vito 9’ Ciccarelli 44’, 63’ Trevisani 46’ | Marcatori | 37’ Farina |

| Arbitro: | Maurelli (Roma) |

|               |           |                |
| Bislenghi 54’ | Marcatori | 73’ Ciccarelli |

| Arbitro: | Savio (Torino) |

|                          |           |  |
| Emiliani 85’ De Vito 88’ | Marcatori |  |

| Arbitro: | Boffardi (Genova) |

|                        |           |                              |
| Muci 13’ Marchetti 32’ | Marcatori | 49’ Ciccarelli 77’ Trevisani |

| Arbitro: | Matucci (Seregno) |

|                           |           |           |
| De Vito 28’ Biagiotti 67’ | Marcatori | 63’ Pozzo |

| Arbitro: | Buratti (Milano) |

|                           |           |                          |
| Zambelli 3’ Bacchetti 27’ | Marcatori | 6’ Biagiotti 43’ De Vito |

| Ferrara 25 dicembre 1949 17ª giornata | SPAL              | 0 – 0 | Modena | Stadio Comunale\| Arbitro: \| Liverani (Torino) \| |
| Arbitro:                              | Liverani (Torino) |       |        |                                                    |

| Arbitro: | Pieri (Trieste) |

|                                                                         |           |               |
| Biagiotti 27’, 83’ Ciccarelli 35’ Trevisani 46’, 68’ Colombi 62’ (rig.) | Marcatori | 58’ Buzzegoli |

| Arbitro: | Buratti (Milano) |

|              |           |                                 |
| Canavesi 86’ | Marcatori | 9’, 20’, 46’ Dini 87’ Trevisani |

| Arbitro: | Marchetti (Milano) |

|                                                     |           |                        |
| Maselli 5’ Colombi 34’ Ciccarelli 67’ Biagiotti 85’ | Marcatori | 4’ Sotgiu 58’ Soffrido |

| Arbitro: | Liverani (Torino) |

|                                       |           |                                |
| Lamberti 39’ Cappellini 54’ Cambi 71’ | Marcatori | 19’, 31’ Colombi 59’ Trevisani |

#### Girone di ritorno
| Arbitro: | Guarda (Mestre) |

|               |           |  |
| Biagiotti 18’ | Marcatori |  |

| Arbitro: | Orlandini (Roma) |

|                                     |           |                         |
| Sloan 7’ Darin 34’, 47’ Marussi 44’ | Marcatori | 27’, 59’ (rig.) Colombi |

| Arbitro: | Valsecchi (Milano) |

|                              |           |              |
| Trevisani 14’ Ciccarelli 49’ | Marcatori | 67’ Tavellin |

| Arbitro: | Buratti (Milano) |

|               |           |                     |
| Paulinich 36’ | Marcatori | 28’, 42’ Ciccarelli |

| Arbitro: | Agnolin (Bassano del Grappa) |

|                              |           |          |
| Giorgioni 10’ Vergazzola 15’ | Marcatori | 44’ Dini |

| Arbitro: | Righi (Milano) |

|                           |           |  |
| Trevisani 29’ Colombi 49’ | Marcatori |  |

| Arbitro: | Rigato (Mestre) |

|                        |           |  |
| Colombi 6’ De Vito 36’ | Marcatori |  |

| Arbitro: | Tibaldi (Savona) |

|                                    |           |             |
| Morgia 68’ Krieziu 86’ Šuprina 89’ | Marcatori | 35’ De Vito |

| Arbitro: | Silvano (Torino) |

|                      |           |                                  |
| Goldaniga 89’ (rig.) | Marcatori | 45’ Varicelli 46’ (rig.) Colombi |

| Ferrara 9 aprile 1950 31ª giornata | SPAL              | 0 – 0 | Reggiana | Stadio Comunale\| Arbitro: \| Bernardi (Savona) \| |
| Arbitro:                           | Bernardi (Savona) |       |          |                                                    |

| Arbitro: | Liverani (Torino) |

|             |           |                                    |
| Vergani 46’ | Marcatori | 5’, 43’ Trevisani 72’, 89’ Colombi |

| Arbitro: | Piemonte (Monfalcone) |

|                                            |           |                      |
| De Vito 52’, 78’ Biagiotti 56’ Colombi 66’ | Marcatori | 23’ (aut.) Bacchetti |

| Arbitro: | Pera (Firenze) |

|                                                     |           |             |
| Mozzambani 12’ Puricelli 20’, 31’, 62’ Manzardo 79’ | Marcatori | 17’ De Vito |

| Arbitro: | Cicardi (Lecco) |

|                         |           |  |
| De Vito 49’ Colombi 72’ | Marcatori |  |

| Arbitro: | Silvano (Torino) |

|                                         |           |                      |
| Broccini 25’ Pozzo 53’ (rig.) Reddi 75’ | Marcatori | 18’ Dini 90’ De Vito |

| Arbitro: | Liverani (Torino) |

|                      |           |               |
| Dini 22’ De Vito 63’ | Marcatori | 24’ Bacchetti |

| Arbitro: | Orlandini (Roma) |

|              |           |                           |
| Giovetti 73’ | Marcatori | 57’ Colombi 67’ Biagiotti |

| Arbitro: | Marchetti (Milano) |

|                                            |           |             |
| Catalano 10’ Rizzato 41’ Benini 90’ (rig.) | Marcatori | 28’ De Vito |

| Arbitro: | Matucci (Seregno) |

|                                                                         |           |                     |
| De Vito 1’, 51’, 80’ Ciccarelli 24’, 48’ Trevisani 26’ Colombi 37’, 78’ | Marcatori | 43’ Luzzi 85’ Bello |

| Arbitro: | Rigato (Mestre) |

|                                                   |           |  |
| Dania 35’, 42’ Cipolla 53’, 83’ Macchi 62’ (aut.) | Marcatori |  |

| Arbitro: | Scalise (Roma) |

|                                                            |           |             |
| Ciccarelli 8’, 44’ Trevisani 55’ Colombi 56’ Biagiotti 63’ | Marcatori | 72’ Ferrari |

## Statistiche

### Statistiche di squadra
| Competizione | Punti | In casa | In casa | In casa | In casa | In casa | In casa | In trasferta | In trasferta | In trasferta | In trasferta | In trasferta | In trasferta | Totale | Totale | Totale | Totale | Totale | Totale | DR  |
| Competizione | Punti | G       | V       | N       | P       | Gf      | Gs      | G            | V            | N            | P            | Gf           | Gs           | G      | V      | N      | P      | Gf     | Gs     | DR  |
| ------------ | ----- | ------- | ------- | ------- | ------- | ------- | ------- | ------------ | ------------ | ------------ | ------------ | ------------ | ------------ | ------ | ------ | ------ | ------ | ------ | ------ | --- |
| Serie B      | 55    | 21      | 18      | 3       | 0       | 61      | 16      | 21           | 6            | 4            | 11           | 34           | 49           | 42     | 24     | 7      | 11     | 95     | 65     | +30 |

### Statistiche dei giocatori
| Giocatore     | Serie B  | Serie B |
| Giocatore     | Presenze | Reti    |
| ------------- | -------- | ------- |
| G. Amileni    | 1        | 0       |
| A. Astraceli  | 1        | 0       |
| B. Bacchetti  | 25       | -40     |
| U. Bergamini  | 17       | -25     |
| A. Biagiotti  | 38       | 10      |
| M. Caciagli   | 38       | 0       |
| G. Ciccarelli | 40       | 17      |
| G. Colombi    | 29       | 20      |
| S. Cominelli  | 28       | 0       |
| D. De Vito    | 35       | 22      |
| R. Dini       | 10       | 7       |
| G. Emiliani   | 34       | 1       |
| A. Fekete     | 11       | 0       |
| G. Macchi     | 42       | 1       |
| M. Mari       | 16       | 0       |
| A. Maselli    | 10       | 1       |
| F. Nesti      | 15       | 0       |
| G. Principale | 3        | 0       |
| Pulga         | 1        | 0       |
| S. Trevisani  | 31       | 14      |
| F. Varicelli  | 37       | 1       |